# Universitatea din Bologna

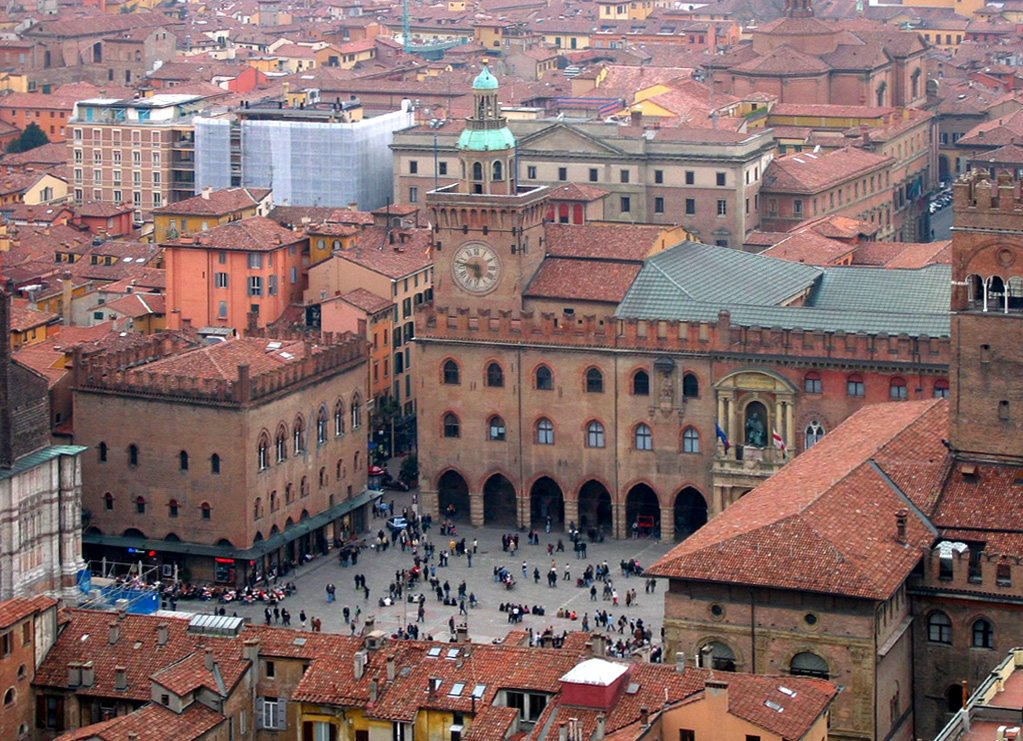
Universitatea din Bologna

Universitatea din Bologna (în italiană Università di Bologna, UNIBO) este cea mai veche universitate din Europa, fiind înființată în anul 1088 la Bologna, în Italia.
Universitatea din Bologna este în prezent a treia universitate italiană ca număr de studenți, după Universitatea Sapienza din Roma și Universitatea din Napoli. Are mai multe campusuri (în afară de cel central din Bologna): la  Ravenna, Forlì, Cesena și Rimini, precum și o sucursală în străinătate (la Buenos Aires). De asemenea, are și o școală de excelență denumită Collegio Superiore di Bologna.